# 佐世保市立俵浦小学校
佐世保市立俵浦小学校（させぼしりつ たわらがうらしょうがっこう）は、長崎県佐世保市俵浦町にある公立小学校。
2017年（平成29年）3月末をもって閉校し、佐世保市立庵浦小学校とともに佐世保市立船越小学校に統合された。

## 概要
歴史
1879年（明治12年）に山口小学校（現佐世保市立相浦小学校）の俵浦分校として創立。1903年（明治36年）に独立。現校名となったのは学制改革が行われた1947年（昭和22年）。2014年（平成26年）に創立135周年を迎えた。
校区
住所表記で佐世保市の後に「野崎町、俵ヶ浦町」が続く地域。中学校区は佐世保市立愛宕中学校。
校章
1993年（平成5年）に改定。鏡と海の波、桜の花弁を図案化し組み合わせたものを背景にして中央に校名の「俵浦」（縦書き）を置いている。
校歌
1958年（昭和33年）制定。作詞は中川龍一、作曲は富永定美による。歌詞は3番まであり、各番に校名の「俵浦」が登場する。

## 沿革
- 1879年（明治12年）7月1日 - 北松浦郡山口村俵浦西部（現・俵浦郵便局付近）に「山口小学校俵ヶ浦分校」として創立。
  - 中里村の東漸寺を移築した木造草葺平屋を校舎とする。
- 1887年（明治20年）2月 - 「尋常山口小学校俵ヶ浦分校」に改称。
- 1889年（明治22年）
  - 4月1日 - 町村制の施行により、山口村立の小学校となる。
  - 4月7日 - 山口小学校から分離し、「尋常俵ヶ浦小学校」として独立（後に「俵ヶ浦尋常小学校」に改称）。
- 1898年（明治31年）
  - 2月14日 - 統合により「山口尋常高等小学校俵ヶ浦分教場」となる。
  - 5月 - 俵浦中央に校舎を移転。1教室を増築。
- 1903年（明治36年）6月24日 - 山口尋常高等小学校から分離し「俵ヶ浦尋常小学校」として独立（再）。
- 1904年（明治37年）3月 - 佐世保市から野崎免が山口村に編入したことにより、1教室を増築。
- 1908年（明治41年）4月 - 小学校令の改正により、義務教育年限（尋常科の修業年限）が4年から6年に延長される。尋常科5年を新設。
- 1909年（明治42年）4月 - 尋常科6年を新設。
- 1930年（昭和5年）4月3日 - 山口村が町制施行し、相浦町となったことにより相浦町立の小学校となる。
- 1932年（昭和7年）10月 - 相浦町上俵ヶ浦免浦越（現在地）に校舎が完成し移転を完了。
- 1938年（昭和13年）4月1日 - 相浦町が佐世保市に編入されたことにより佐世保市立の小学校となる。
- 1941年（昭和16年）4月1日 - 国民学校令の施行により、「佐世保市俵ヶ浦国民学校」と改称。尋常科を初等科に改める。
- 1947年（昭和22年）4月1日 - 学制改革（六・三制の実施）により「佐世保市立俵浦小学校」（現在名）となる。
  - 新制中学校「佐世保市立俵浦中学校」が併設される。
- 1952年（昭和27年）4月 - 中学校との併設を解消。
- 1958年（昭和33年）3月1日 - 校旗と校歌を制定。
- 1979年（昭和54年）10月13日 - 創立100周年記念式典を挙行。
- 1982年（昭和57年）1月 - 運動場（現在の規模）が完成。
- 1986年（昭和61年）3月 - プールが完成。
- 1988年（昭和63年）3月 - 鉄筋コンクリート造新校舎（第一期工事）が完成。
- 1993年（平成5年）10月1日 - 校章を改定。
- 1995年（平成7年）11月 - 体育館が完成。
- 2004年（平成16年）4月1日 - 2学期制を導入。
- 2013年（平成25年）1月 - 体育館の耐震工事が完了。
- 2016年（平成28年）4月1日 - 佐世保市立野崎中学校の閉校により、中学校区が佐世保市立愛宕中学校となる。
- 2017年（平成29年）
  - 2月26日 - 閉校式を挙行。
  - 3月31日 - 佐世保市立船越小学校への統合により、閉校[1]。

## 交通アクセス
最寄りのバス停
- 西肥バス（させぼバスが担当）「俵浦小学校下」バス停

最寄りの幹線道路
- 長崎県道149号俵ヶ浦日野線

## 周辺
- 俵ヶ浦郵便局

## 参考資料
- 「山口村郷土誌」（1918年（大正7年）10月25日発行、山口尋常高等小学校）p.85 - p.89